# Phantom of CU
Phantom of CU is de vijftiende aflevering van het zevende seizoen van het tienerdrama Beverly Hills, 90210, die voor het eerst werd uitgezonden op 15 januari 1997.

## Verhaal
Donna en Clare maken zich zorgen over Kelly nu het uit is met Mark. Maar Kelly blijkt in een goede bui te zijn en de zorgen zijn nergens voor nodig. Clare wil voor Kelly een afspraakje regelen. Kelly staat op begin niet te springen maar ze gaat toch akkoord. Als ze elkaar voor de eerste keer zien dan heeft Kelly al meteen spijt, het is een ontzettende snob. Als Kelly weer terug is dan roept ze dat ze dit nooit meer doet maar Donna heeft ook iemand. Na veel gezeur gaat Kelly weer overstag, het is een collega van Brandon en Donna van de televisiestudio. Donna is hier begonnen met werken als weervrouw. Kelly gaat alleen als Donna en David ook meegaan. Deze avond verloopt een stuk beter en Kelly heeft het gezellig. Donna daarentegen krijgt rare telefoontjes naar aanleiding van haar optreden op de tv dat haar bang maakt en ze besluit een nieuw telefoonnummer te nemen.
Steve moet een taakstraf uitvoeren als straf voor zijn plagiaat misdrijf. Hij moet nu een aantal nachten werken bij de onderhoudsafdeling. Dit houdt in afval ophalen en daarna toezicht houden op het terrein. Ze waarschuwen hem voor het spook van de C.U., deze houdt ervan om de beveiligers te plagen. Als Steve deze betrapt en ontmaskerd dan wordt de rest van zijn straf kwijtgescholden. Na een paar nachten lukt het Steve om hem te pakken en het blijkt dat hij een student is die dakloos is. Steve krijgt medelijden en besluit hem niet aan te geven. Hij wil hem helpen en geeft hem geld voor woonruimte. Clare is bezig om alle eindejaar studenten op de foto te zetten en ze mist er nog een. Het blijkt dat dit het spook is en Steve regelt dat hij ook op de foto komt.
Tom helpt Valerie in de club en heeft beloofd dat hij kan regelen dat Donna Lewis in de club komt optreden. David heeft weinig vertrouwen en laat dit ook blijken. Maar uiteindelijk komt ze toch en moet David toch toegeven dat hij het verkeerd had. Tom logeert nu in het huis bij Brandon en er komt wat irritaties en Valerie vraagt nu aan David of Tom bij hem kan logeren nu er ruimte is nadat Mark weggegaan is. David zegt ja omdat hij het zo goed wil maken. 

## Rolverdeling
- Jason Priestley - Brandon Walsh
- Jennie Garth - Kelly Taylor
- Ian Ziering - Steve Sanders
- Brian Austin Green - David Silver
- Tori Spelling - Donna Martin
- Tiffani Thiessen - Valerie Malone
- Joe E. Tata - Nat Bussichio
- Kathleen Robertson - Clare Arnold
- Jill Novick - Tracy Gaylian
- Kane Picoy - Tom Miller
- Donna Lewis - Zichzelf (muzikale gast)